# Radio Disney Jams-serien
Radio Disney Jams er en serie af opsamlingsalbummer fra Radio Disney, der er en Disneykoncernens børneradio.
I 1999 udgav Radio Disney deres første CD, Radio Disney Kid Jams, der indeholdt de mest populære sange fra Radio Disney's playlist. Radio Disney har efterfølgende udgivet flere albums i Kid Jams-serien. De omtales ofte som "Jams Vol." da der ikke var nok plads til atindsætte "Kid" i title på efterfølgerne. Radio Disney har også udgivet to Holiday Jams CD'er og én Ultimate Jams med udvalgte sange fra Jams 1-6, Jingle Jams (serien 2004 & 2005), Pop Dreamers, Move It, Party Jams fra deres 10-års fødselsdagskoncert, en 15 års Birthday Edition og en 2015 awards show-udgav.
Det seneste album, Volume 12, blev udgivet den 11. marts 2010, mens den seneste special-CD (15 års Birthday Edition og Radio Disney Music Awards) blev udgivet den 16. august 2011 og 21. april 2015. Der var normalt 1 eller 2 års imellem, at hvert album blev udgivet.

## Udgivelser
Radio Disney Jams
- Radio Disney Kid Jams
- Radio Disney Jams, Vol. 2
- Radio Disney Jams, Vol. 3
- Radio Disney Jams, Vol. 4
- Radio Disney Jams, Vol. 5
- Radio Disney Jams, Vol. 6
- Radio Disney Jams, Vol. 7
- Radio Disney Jams, Vol. 8
- Radio Disney Jams, Vol. 9
- Radio Disney Jams, Vol. 10
- Radio Disney Jams, Vol. 11
- Radio Disney Jams, Vol. 12

Holiday and Jingle Jams
- Radio Disney Holiday Jams
- Radio Disney Holiday Jams 2
- Radio Disney Jingle Jams

Specials
- Radio Disney's Pop Dreamers
- Radio Disney Ultimate Jams
- Radio Disney: Move It!
- Radio Disney: Party Jams
- Radio Disney Jams: 15th Birthday Edition
- Radio Disney Music Awards